# Włodzimierz Zduńczyk

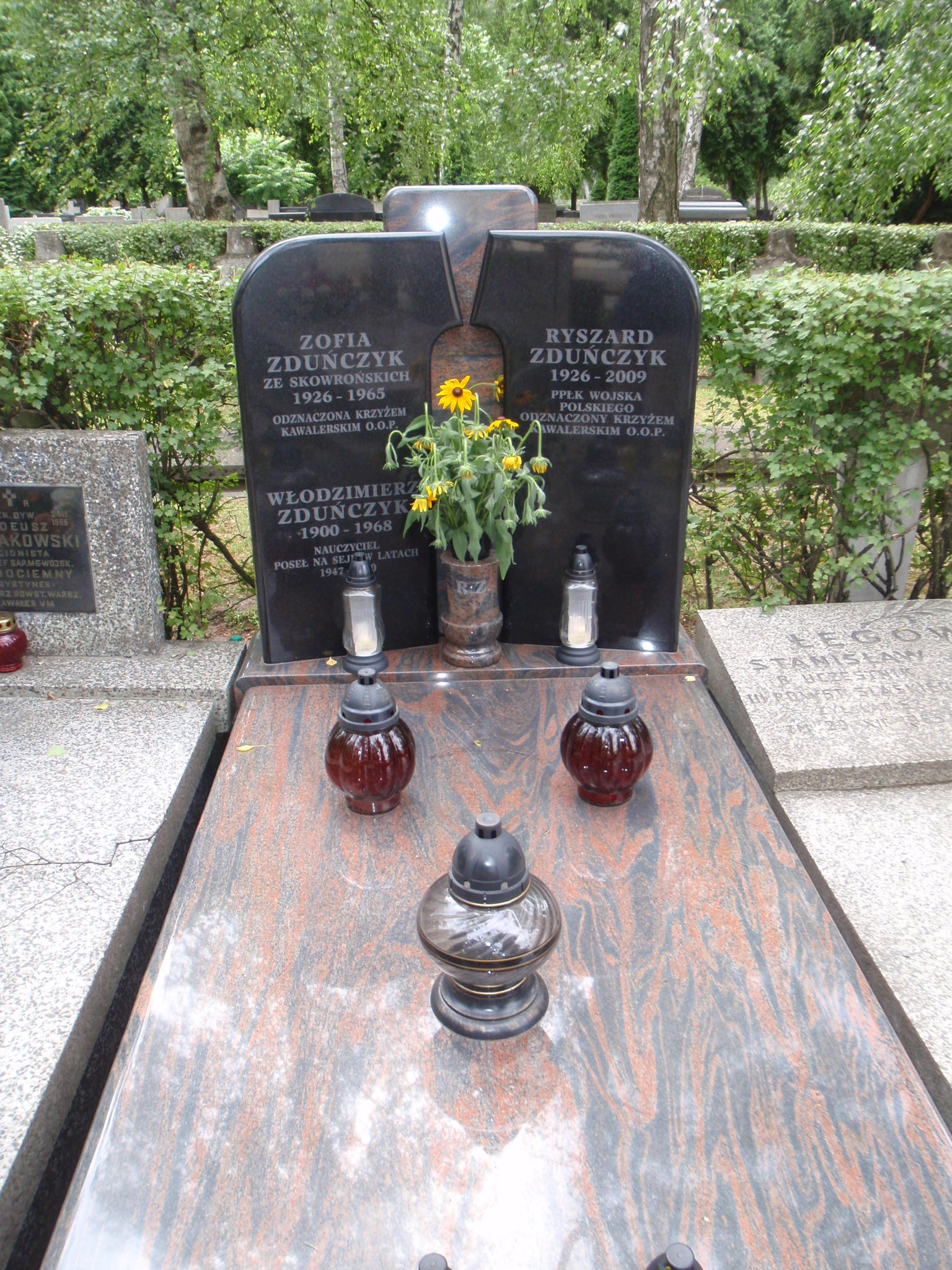
Grób Włodzimierza Zduńczyka na Cmentarzu Wojskowym na Powązkach w Warszawie

Włodzimierz Zduńczyk (ur. 15 stycznia 1904 we Lwowie, zm. 22 lutego 1968 w Warszawie) – nauczyciel, poseł na Sejm Ustawodawczy 1947–1950.
Jest pochowany na Cmentarzu Wojskowym na Powązkach (kwatera A 2 rz. 3, grób 14).